# Club sportif de Hammam Lif (handball)
Le Club sportif de Hammam Lif est un club de handball tunisien créé en 1956. Il fait partie du club omnisports du même nom fondé en 1944.
Après avoir joué les premiers rôles, il rétrograde en divisions inférieures dès 1991 et n'a plus réussi à remonter depuis. Pour la saison 2012-2013, ses catégories seniors et juniors ont été dissoutes et le club n'évolue que chez les plus jeunes. Le président de la section et ancien international, Moez Khalladi, veut relancer le handball à Hammam Lif sur des bases solides.

## Palmarès
- Championnat de Tunisie (1) : 1966